# Luciano Savio
Luciano Savio (Pordenone, 6 ottobre 1912 – Pordenone, 30 novembre 2001) è stato un imprenditore italiano.

## Savio
«Savio, Zanussi, Locatelli sono i tre massimi esponenti del miracolo economico di Pordenone e di quella importante stagione nella crescita, civile oltre che economica, della città e della sua provincia. Essi, però, sono sempre stati presi in considerazione prevalentemente per il loro ruolo di capitani d'industria, e meno per le loro caratteristiche personali, per le loro doti umane ed intellettuali» (Pompeo Pitter, Presidente Associazione Cardinale Celso Costantini).

## Biografia
A diciannove anni inizia a lavorare nell'officina del padre (costruzione di macchine tessili). Ne assume la direzione nel 1947. Egli determina in poco tempo una forte crescita dimensionale dell'azienda, che giunge a occupare oltre 2.000 dipendenti. Il 75% della produzione viene assorbita dall'esportazione in oltre 50 paesi (tra cui USA e URSS). Insieme alle industrie Zanussi la Savio S.p.A. costituisce il nerbo dell'economia pordenonese, della sua crescita, e dell'immagine “industriale” della città nel mondo.

## L'Associazione Culturale Aldo Modolo
Essa, fondata il 4 aprile 2003 dal prof. Dario Pelus nella memoria del prof. Aldo Modolo, riunisce personalità importanti della Provincia di Pordenone. Organizzando convegni ed eventi culturali, si propone, tra i suoi scopi, quello di riscoprire le figure più significative della storia politica, letteraria e scientifica del Friuli Occidentale dei secoli XIX e XX.

## Riconoscimenti
- Cavaliere del Lavoro (1968)

"Diciannovenne, inizia a lavorare nell'officina del padre per la costruzione di macchine tessili di cui assume la direzione nel 1947. Egli ha convinzioni molto personali, non disgiunte da un particolare clima umanistico che permea ogni forma della sua attività: rivela subito uno spirito moderno, che si articola in rapporti molto sentiti tra problemi umani e produttivi. Questa filosofia di equilibrio dà ben presto quei risultati di qualità e quantità e dinamica generale, che portano l'azienda verso uno sviluppo rapido e costante, fino ad occupare oltre 2.000 dipendenti in una situazione di non facile progresso tecnico. Stratificazione di esperienze, creatività utilitaria e perfetta integrazione con l'ambiente esterno, portano l'azienda a risultati apprezzati man mano in mercati sempre più vasti: il 75% della produzione infatti viene normalmente assorbita dall'esportazione in oltre 50 paesi, tra cui USA, paesi MEC, URSS. La Savio S.p.A. ha concesso licenze di costruzione in Spagna, Giappone ed Inghilterra."
(dal sito del Quirinale)